# André Bonnard
André Bonnard, nacido en Lausana el 16 de agosto de 1888 y fallecido en la misma ciudad el 18 de octubre de 1959, fue un docente, helenista, traductor y escritor del Cantón de Vaud, Suiza.

## Biografía
Después de estudiar literatura en la Universidad de Lausana, que completó en la Sorbona de París, enseñó en Mulhouse de 1910 a 1915, luego en Rolle y Lausana. Nombrado profesor en la Facultad de Artes de la Universidad de Lausana en 1928 sin un doctorado, ocupó la cátedra de Lengua y Literatura griegas hasta 1957. Fue decano de 1932 a 1934 y de 1942 a 1944. Se casó Alice Wüthrich en 1912; no tuvieron hijos.

### Intelectual de izquierda
Nacido en una familia de la burguesía intelectual protestante de Lausana, André Bonnard, golpeado por los horrores de la Primera Guerra Mundial, se convirtió en un pacifista y, al final de la Segunda Guerra Mundial, admiró los éxitos del Ejército Rojo. A partir de entonces, vio en la Rusia estalinista la realización de sus ideales humanistas y pacifistas. Su elogio de la literatura soviética (1948) lo hizo sospechoso para las autoridades federales; fue vigilado por la policía durante muchos años. En 1949 fue elegido presidente del Movimiento Suizo de Partidarios de la Paz (prosoviético) y miembro del Consejo Mundial de la Paz.
Arrestado cuando fue al Congreso de Berlín en 1952, fue acusado de traición. Su juicio tuvo lugar en 1954 y terminó con una sentencia leve: quince días suspendidos. Fue la víctima más publicitada de la Guerra Fría en la Suiza francófona. En 1955 recibió el Premio Stalin por la Paz en Viena.
Frente a la hostilidad de la mayoría de sus amigos y familiares, se dedicó a sus publicaciones, renunció a su cargo antes del final de su mandato sin honores, y su muerte se produjo sin ninguna ceremonia. Su memoria fue rehabilitada más tarde: el municipio de Lausana nombró un pequeño lugar cerca de la Académie Ancienne (1992) y un auditorio de la Universidad de Lausana-Dorigny lleva su nombre desde 2004.

## Obras

### Traducciones
Conocido principalmente por sus traducciones al francés de tragedias griegas, André Bonnard las escribió no para los helenistas, sino para los lectores y los hombres de teatro. Aquí está la lista de estas traducciones, con la fecha de su primera publicación:
- Esquilo, Prometeo encadenado, 1928, y Agamenón, 1952
- Sófocles, Antígona, 1938, y Edipo Rey, 1946
- Eurípides, Ifigenia en Aulis, 1942, y Alceste, 1948.

André Bonnard también tradujo los poemas de Safo, con un estudio (1948), y los de Arquíloco (Les Belles Lettres, Bé Collé, 1958), entre otras obras.

### Estudios sobre Antigua Grecia
Las tres obras principales de André Bonnard  Archivado el 11 de noviembre de 2017 en Wayback Machine. son Les dieux de la Grèce (Los Dioses de Grecia, 1944), La tragédie et l’homme (La Tragedia y el Hombre, 1950) y la Civilisation grecque (Civilización Griega en 3 volúmenes, 1954-1959, existe edición castellana por Editorial Sudamericana). Les dieux de la Grèce, a menudo reeditados, presentan a los dioses principales al basarse únicamente en textos antiguos; las historias están escritas con elegancia y claridad; reflejan la bondad y la crueldad de los poderes divinos en relación con el destino del hombre. En La tragédie et l’homme analiza Antígona de Sófocles, Prometeo de Esquilo y el Hipólito de Eurípides en una perspectiva humanista: Bonnard investiga  y busca el sentido actual de la tragedia, "descubrir cuál ha sido su palabra para nosotros". De ahí un análisis sutil del "placer trágico", coraje y esperanza que las tragedias griegas ofrecen a nuestra reflexión.
Civilisation grecque representa el testamento intelectual de André Bonnard. Esta obra monumental (900 páginas), escrita con pasión, resalta los aspectos y textos de la antigua Grecia que han habitado al maestro a lo largo de su vida. Una obra de gran popularidad, es también la síntesis de todas sus reflexiones sobre el hombre, la cultura y el arte: Bonnard vio, en la Grecia de Homero a Epicuro, un momento privilegiado en el que la humanidad, para nuestra felicidad profunda, alcanza una rara perfección. También se tratan otros temas: la esclavitud, la condición de las mujeres, los descubrimientos técnicos, la ciencia alejandrina, aunque los temas literarios (poesía épica, tragedia, comedia, la historia, la filosofía, la poesía y arcaica de Alejandría) ocupan la mayoría de los capítulos. Este libro, a menudo reeditado, se ha traducido a una docena de idiomas. En 1970 Editorial Sudamericana lo editó en Buenos Aires para su Colección Indice.